# 蒋濛
蒋濛（英語：Mung Chiang，1977年—），美国電機工程師、教育家、技术企业家和外交政策官员。2023年1月1日，蒋濛接替米奇·丹尼尔斯就任普渡大学第十三任校长。 

## 早年经历
蒋濛生于中国天津市，十一岁时随家人来到香港，就读于德信學校及皇仁书院，为该校1995年香港中學會考四名十優狀元之一。他之後獲獎學金赴美留学，在史丹福大學先后取得學士、碩士及博士學位，之後加入普林斯頓大學进行研究工作。

## 教育界经历

### 普林斯顿大学
2014-17年间，他担任普林斯顿大学凯勒工程教育创新中心主任。2014年，他被新泽西技术委员会评为新泽西（非盈利）年度CEO。
2014年，他担任普林斯顿创业咨询委员会主席，为大学的愿景提出了多项建议。2015年，他创建普林斯顿创业委员会并担任首任主席，该委员会隶属于普林斯顿大学教务长办公室，负责创业和创新项目。 

### 普渡大学
2017年5月1日，普渡大学宣布选择蒋为下一任工程学院院长。他于2017年7月1日就职。 在他的领导下，普渡工程学院达到了史无前例的排名，并在教育、研究、筹款等多个领域方面达到实现了里程碑式的进步。 
2022年6月10日，普渡大学任命蒋为第13任校长，于2023年1月1日生效。 
蒋上任校长后，积极拓展普渡大学在半导体领域的教育和技术合作。2023年5月9日，蒋与印度电子信息技术部部长率领的半导体代表团签署合作协议。2023年5月21日，蒋于第49届G7峰会期间，参与签署了美国-日本在大学和公司层面的半导体合作备忘录。2023年6月，蒋与台湾國立陽明交通大學校长林奇宏签署半导体合作协议。

## 研究
蒋致力于网络优化、网络效用最大化和智能数据定价。他被认为是邊緣運算领域的创始人。
蒋持有20多项专利，创办过多家科技企业。他在网络优化、移动通信和大数据领域发起了多项技术转移，推动了实验室技术的实用化。

## 政府任职
2019年12月9日至2020年12月，蒋担任国务卿科技顾问的职务。 
他目前在美国政府的国际数字经济和电信咨询委员会任职，并担任印第安纳州的技术创新顾问。

## 政治立场
蒋曾發起2012年香港反國教聯署，並在推特上為2014年佔中事件發聲。